# Shum Yip Upperhills Tower 1
El Shum Yip Upperhills Tower 1 es un rascacielos en Shenzhen, al sureste de China. La construcción empezó el 12 de febrero de 2014 y terminó en 2020. Con 388 metros es el 44 edificio más alto del mundo.
La torre fue diseñada por Skidmore, Owings & Merrill, la misma oficina que diseñó el Burj Khalifa de Dubái. Su estructura se caracteriza por contar con el sistema Ladder Core System donde las columnas están conectadas al núcleo de concreto armado en cada piso.